# Marine Partaud
Marine Partaud (Poitiers, 9 novembre 1994) è una tennista francese.

## Carriera
Marine Partaud ha vinto 4 titoli in singolare e 11 titoli in doppio nel circuito ITF. Il 18 luglio 2022 ha ottenuto il suo best ranking nel singolare piazzandosi alla 371ª posizione, mentre il 31 ottobre 2022 ha raggiunto il miglior piazzamento mondiale nel doppio alla 297ª posizione.
Ha fatto il suo debutto in un Grande Slam agli Open di Francia 2017 - Doppio femminile grazie ad una wildcard con la connazionale Virginie Razzano, venendo sconfitte all'esordio dal duo australiano Ashleigh Barty e Casey Dellacqua.

## Statistiche ITF

### Singolare

#### Vittorie (4)
| Torneo $100.000 (0) |
| Torneo $80.000 (0)  |
| Torneo $75.000 (0)  |
| Torneo $60.000 (0)  |
| Torneo $50.000 (0)  |
| Torneo $25.000 (0)  |
| Torneo $15.000 (3)  |
| Torneo $10.000 (1)  |

| N. | Data              | Torneo                                               | Superficie      | Rivale                 | Risultato   |
| 1. | 16 settembre 2012 | ITF Women's Circuit Lleida, Lleida                   | Terra rossa     | Tatiana Búa            | 6–4, 6–4    |
| 2. | 26 marzo 2017     | Open du Havre, Le Havre                              | Terra rossa (i) | Priscilla Heise        | 6-1, 7-5    |
| 3. | 28 agosto 2017    | Warmia Mazury Open, Mrągowo                          | Terra rossa     | Monika Kilnarová       | 7-6(4), 6-1 |
| 4. | 21 marzo 2021     | Internationaux de Tennis Féminin de Gonesse, Gonesse | Terra rossa (i) | Jéssica Bouzas Maneiro | 6-4, 6-3    |

#### Sconfitte (5)
| Torneo $100.000 (0) |
| Torneo $80.000 (0)  |
| Torneo $75.000 (0)  |
| Torneo $60.000 (0)  |
| Torneo $50.000 (0)  |
| Torneo $25.000 (0)  |
| Torneo $15.000 (3)  |
| Torneo $10.000 (2)  |

| N. | Data            | Torneo                                | Superficie      | Rivale                | Risultato     |
| 1. | 26 maggio 2013  | ITF Women's Circuit Girona, Gerona    | Terra rossa     | Lucía Cervera Vázquez | 0-6, 1-6      |
| 2. | 1º agosto 2015  | Targu Jiu Women's Open, Târgu Jiu     | Terra rossa     | Milana Spremo         | 3-6, 5-7      |
| 3. | 18 marzo 2018   | Internationaux de Gonesse, Gonesse    | Terra rossa (i) | Eléonora Molinaro     | 2-6, 1-6      |
| 4. | 25 marzo 2018   | Open du Havre, Le Havre               | Terra rossa (i) | Angelica Moratelli    | 7-5, 1-6, 4-6 |
| 5. | 19 gennaio 2020 | Open ASPTT Martinique, Fort-de-France | Cemento         | Audrey Albié          | 3-6, 4-6      |

### Doppio

#### Vittorie (11)
| Torneo $100.000 (0) |
| Torneo $80.000 (0)  |
| Torneo $75.000 (0)  |
| Torneo $60.000 (0)  |
| Torneo $50.000 (0)  |
| Torneo $25.000 (2)  |
| Torneo $15.000 (3)  |
| Torneo $10.000 (6)  |

| N.  | Data              | Torneo                                           | Superficie      | Partner               | Avversarie                                  | Punteggio            |
| 1.  | 7 dicembre 2013   | Circuito WTA Costa Azahar Borriol, Borriol       | Terra rossa     | Léolia Jeanjean       | Tina Tehrani Mandy Wagemaker                | 4–6, 6–1, [10–3]     |
| 2.  | 18 aprile 2015    | Al Solymania Women's, Il Cairo                   | Cemento         | Naomi Totka           | Barbara Kötelesová Tereza Mihalíková        | 6-2, 7-5             |
| 3.  | 18 settembre 2015 | Tlemcen Women's, Tlemcen                         | Terra rossa     | Déborah Kerfs         | Amandine Cazeaux Nora Niedmers              | 6–3, 4–6, [10–6]     |
| 4.  | 25 settembre 2015 | Algiers Women's, Algeri                          | Terra rossa     | Déborah Kerfs         | Amandine Cazeaux Nora Niedmers              | 3–6, 6–2, [10–2]     |
| 5.  | 14 marzo 2016     | Open GDF SUEZ de Gonesse, Gonesse                | Terra rossa (i) | Laëtitia Sarrazin     | Valentini Grammatikopoulou Justyna Jegiołka | 6-1, 3-6, [10-6]     |
| 6.  | 20 agosto 2016    | Ciudad de Las Palmas, Las Palmas de Gran Canaria | Terra rossa     | Jacqueline Cabaj Awad | Yvonne Cavallé Reimers Charlotte Römer      | 1-6, 7-5, [10-8]     |
| 7.  | 25 agosto 2017    | Warmia Mazury Open, Mrągowo                      | Terra rossa     | Angelica Moratelli    | Akiko Okuda Kelly Williford                 | 6-3, 6-3             |
| 8.  | 24 agosto 2019    | Braunschweig Women's Open, Braunschweig          | Terra rossa     | Polina Lejkina        | Akgul Amanmuradova Albina Khabibulina       | 6–4, 1–6, [10–5]     |
| 9.  | 18 gennaio 2020   | Open ASPTT Martinique, Fort-de-France            | Cemento         | Audrey Albié          | Alexandra Riley Jamilah Snells              | 6–2, 7-6(3)          |
| 10. | 28 febbraio 2020  | Open GDF SUEZ de la Ville de Macon, Mâcon        | Cemento (i)     | Audrey Albié          | Miriam Bianca Bulgaru Estelle Cascino       | 3-6, 7-6(3), [12-10] |
| 11. | 29 agosto 2020    | ITF World Tennis Tour Alkmaar, Alkmaar           | Terra rossa     | Suzan Lamens          | Eva Vedder Stéphanie Visscher               | 7-5, 7-6(3)          |

#### Sconfitte (8)
| Torneo $100.000 (0) |
| Torneo $80.000 (0)  |
| Torneo $75.000 (0)  |
| Torneo $60.000 (0)  |
| Torneo $50.000 (0)  |
| Torneo $25.000 (3)  |
| Torneo $15.000 (2)  |
| Torneo $10.000 (3)  |

| N. | Data             | Torneo                                                                             | Superficie  | Partner                     | Avversarie                                    | Punteggio           |
| 1. | 15 novembre 2014 | Heraklion Hellenic Zeus Circuit, Heraklion                                         | Cemento     | Anita Husarić               | Natalia Siedliska Julia Wachaczyk             | 2–6, 7–6(2), [6–10] |
| 2. | 27 febbraio 2015 | Open GDF SUEZ de la Ville de Macon, Mâcon                                          | Cemento (i) | Kinnie Laisné               | Isabella Šinikova Eva Wacanno                 | 4-6, 6-3, [5-10]    |
| 3. | 20 aprile 2015   | ITF Women's Circuit Il Cairo, Il Cairo                                             | Terra rossa | Amandine Hesse              | Barbara Haas Sandra Samir                     | 6-0, 4-6, [7-10]    |
| 4. | 9 maggio 2016    | Bluesun Bol Ladies Open, Bol                                                       | Terra rossa | Laëtitia Sarrazin           | Naiktha Bains Dasha Ivanova                   | 2-6, 6-4, [7-10]    |
| 5. | 2 settembre 2017 | Warmia Mazury Open, Mrągowo                                                        | Terra rossa | Angelica Moratelli          | Daria Kuczer Marta Leśniak                    | 2–6, 3–6            |
| 6. | 7 novembre 2021  | Women's Circuit Orlando, Orlando                                                   | Terra verde | María José Portillo Ramírez | Anna Rogers Christina Rosca                   | 3–6, 1–6            |
| 7. | 20 agosto 2022   | Open Teniszvölgy Kupa, Mogyoród                                                    | Terra rossa | Carole Monnet               | Ilona Georgiana Ghioroaie Amarissa Kiara Tóth | 5-7, 0-6            |
| 8. | 9 settembre 2022 | Open International de Tennis Féminin de Saint-Palais-sur-Mer, Saint-Palais-sur-Mer | Terra rossa | Valerija Strachova          | Magali Kempen Lu Jiajing                      | 4-6, 4-6            |